# ミサ・ルバ
ミサ・ルバ（Missa Luba）は、ラテン語ミサ曲をコンゴの少年合唱団『Les Troubadours du Roi Baudouin（ボードワン王の吟遊詩人）』用に編曲したその曲名。コンゴの伝統的な形式に基づく歌唱は、即興性が高い。また、『サンクトゥス』はキルバの別れの歌に基づいている。1965年、フィリップス・レーベルからリリース。シングル・カットされた『サンクトゥスとベネディクトゥス』は、長い間UKチャートにランクインし続けた。後に別ヴァージョンも作られたが、オリジナル・ヴァージョンとは歌い手が異なる。最近まで2枚とも探すのが困難だったが、2004年にフィリップスがオリジナル・ヴァージョンをCDで再発。後者もDVDに映像特典として付けられた。このCDには『ミサ・クリオージャ』と『ミサ・フラメンカ』も収録されている。
『サンクトゥス』は1968年に映画『If もしも....』で、また『グロリア』はピエル・パオロ・パゾリーニ監督の映画『奇跡の丘』の中に使われた。

## 背景（オリジナル版のスリーヴ・ノートから）
- 1953年　ギド・ハーゼン神父がベルギーからベルギー領コンゴ（現コンゴ民主共和国）に赴任。
- 1954年　ハーゼン神父、9歳から14歳の少年たち45人とカミナのセントラル・スクールの15人の教師達から成るThe Troubadoursと出会う。
- 1958年　ヨーロッパにツアー、喝采で迎えられる。あるコンサートでは、ウィーン少年合唱団と共演。
- 2004年　ハーゼン神父死去。